# Stadsmonument De Scheepsbrug

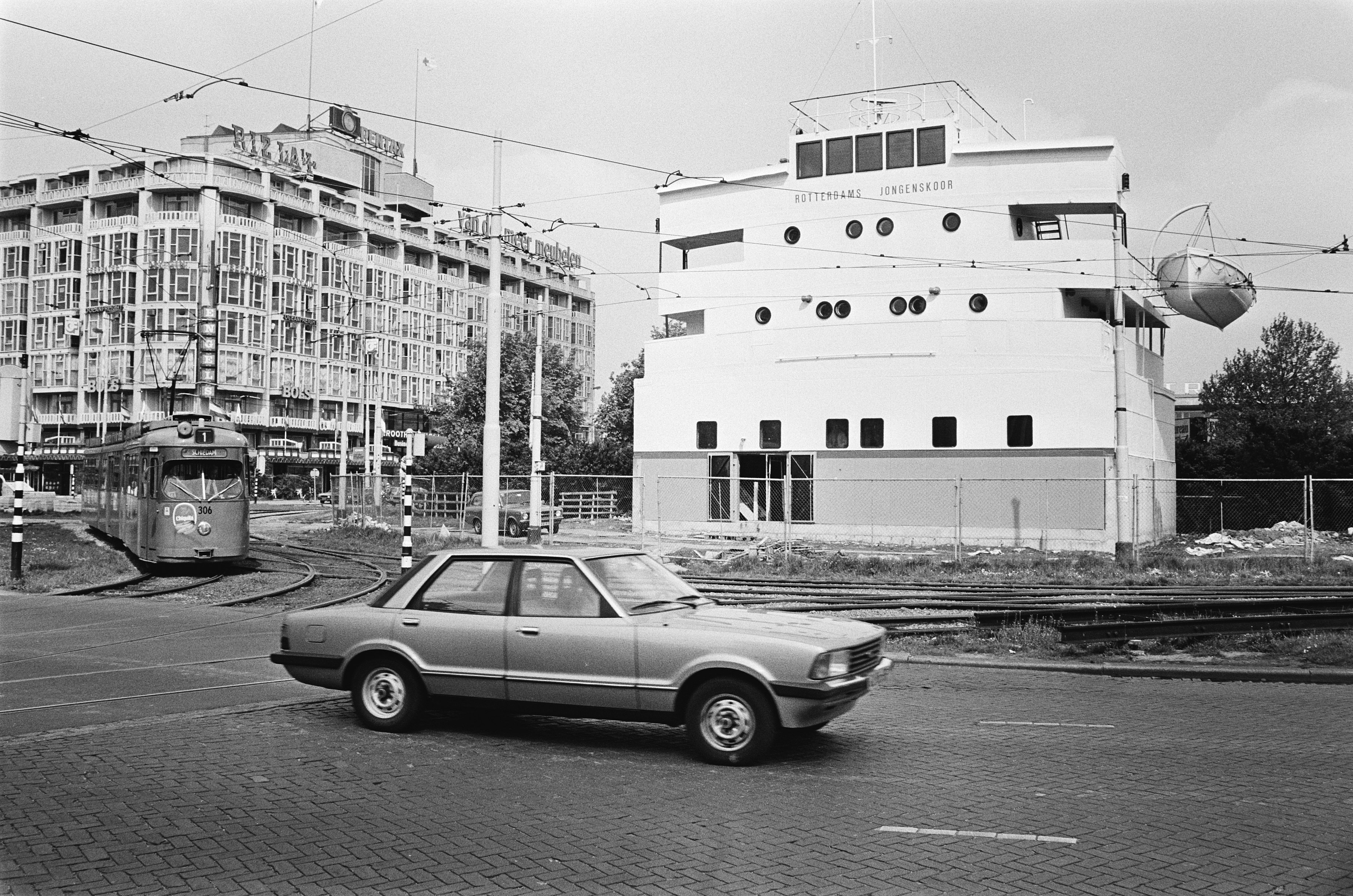
De Scheepsbrug aan het Weena

Stadsmonument "De Scheepsbrug" is een dekhuis met brug en brugvleugels van de Esso Port Jerome, een olietanker die kort voor de oorlog in Frankrijk op stapel werd gezet, maar pas in 1947 werd afgebouwd om hem uit handen van de Duitsers te houden en uiteindelijk bij Frank Rijsdijk’s Industriële Ondernemingen in Hendrik-Ido-Ambacht werd gesloopt. Het brugdekhuis bestaat uit drie verdiepingen, de vroegere commandobrug, een tussenverdieping en een vrij hoge verdieping op de begane grond.
De scheepsbrug werd van de sloperij gered om er een eigen oefen- en concertruimte van te maken voor het Rotterdams Jongenskoor en werd als geschenk van Esso geplaatst met o.a. hulp van Rijn-Schelde-Verolme op het middenplein van het Weena, daar waar noodbioscoop Lutusca had gestaan, het Stationsplein van Station Rotterdam Centraal. Het fungeerde als het eerste maritieme herkenningspunt voor reizigers in Rotterdam. Het werd op 15 oktober 1982 geopend. Mogelijk gemaakt door de steun van meer dan vijftig bedrijven en firma's uit het Rotterdamse, maar ook van daarbuiten, door het gratis leveren van materialen of uitvoeren van werkzaamheden. De gemeente en het Rotterdamse bedrijfsleven hebben destijds in totaal 1,3 miljoen gulden bijgedragen aan de plaatsing en inrichting van De Scheepsbrug.

## Geschiedenis

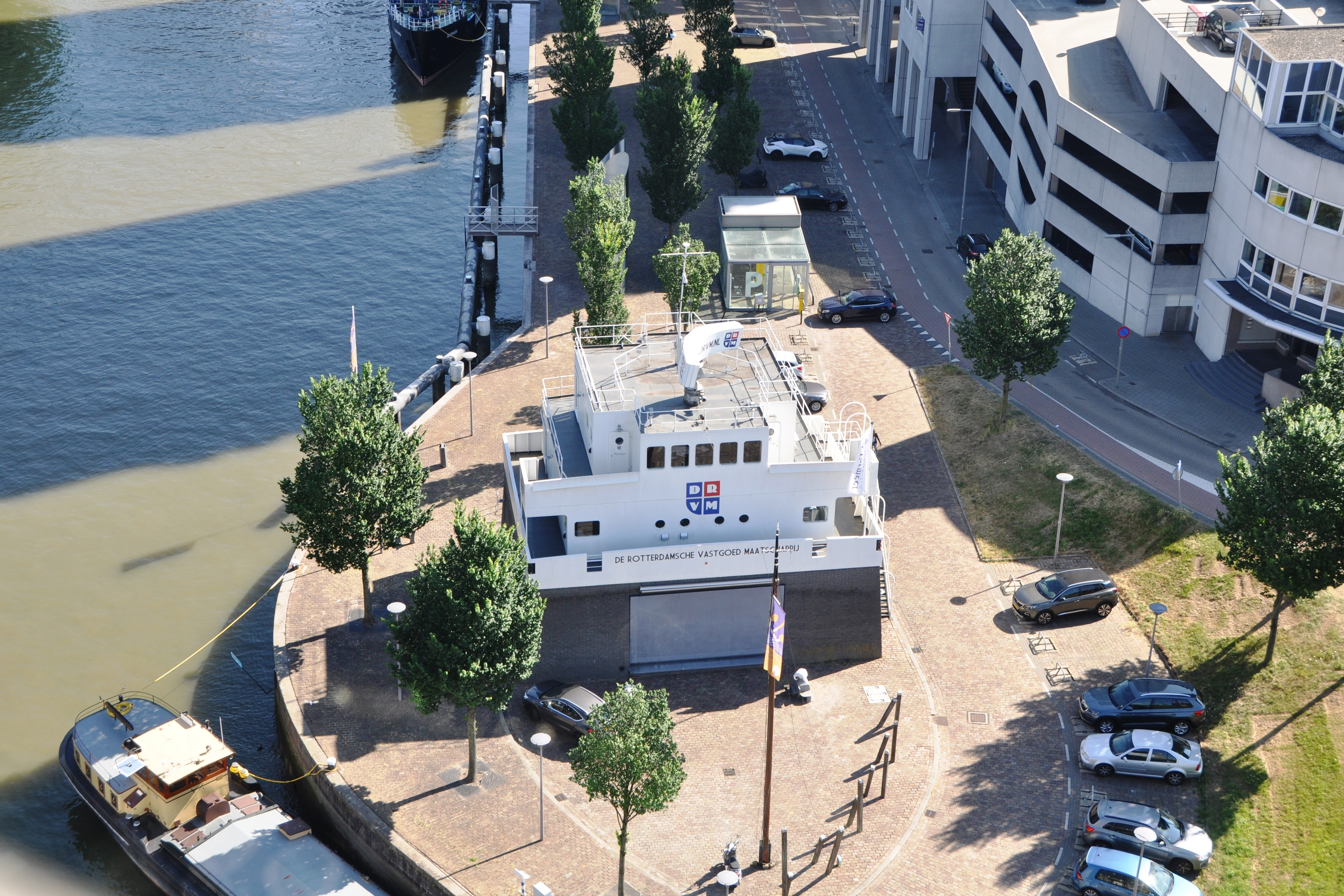
De Scheepsbrug aan de Boompjes

Na de bouw van het Algerijnse dok (bouwnummer 346) bij RSV dienden er proefdokkingen te worden verricht en werd op de sloop de kleine slooptanker "Esso Port Jerome" aangekocht. Na deze goed verlopen testen heeft RSV het transport van de brugdelen en het opnieuw samenstellen daarvan verzorgd. Wethouder Hans Mentink (Ruimtelijke Ordening, Verkeer en Vervoer en Openbare Werken) sloeg de eerste paal op 19 november 1981. Met behulp van de Bedrijfsschool IJzerwerkers van RSV (Andries Struis, leermeester ijzerwerkers, met zijn twaalf leerjongens) zijn gedurende een aantal weken systeemprofielen op wanden en plafonds geplaatst. Nadat een ander bedrijf isolatiemateriaal had aangebracht werden door de leerjongens wanden en plafonds afwerkten met gipsplaten. Ook de leden van het koor en de ouders van de koorjongens hebben veel zelf aan het nieuwe onderkomen bijgedragen.
Na de begroeting door J. van Boven, voorzitter van de Stichting Rotterdams Jongenskoor, het zingen van het Rotterdams Stedelied en de openingstoespraak door oud-burgemeester André van der Louw werd de brug 15 oktober 1982 overgedragen als stadsmonument door A. Dercksen, directeur ondernemingsstrategie Esso Nederland BV. Het werd aanvaard als stadsmonument voor de gemeente Rotterdam door Ivo Blom, chef kabinet van de burgemeester. Het dankwoord werd uitgesproken door Freek Velders, dirigent-directeur van het Rotterdams Jongenskoor en ontwerper/bouwcoördinator van De Scheepsbrug.
In 1999 werd het stationsplein heringericht. Burgemeester mr. Ivo Opstelten startte (in gezelschap van Sint-Nicolaas) 7 december 1999 de demontage van De Scheepsbrug. Ondanks veel verzet van de bewonersvereniging Boompjes werd 11 december 2000 door wethouder Hans Kombrink (Kunstzaken) weer de eerste paal geslagen en de brug verhuisde naar de Boompjes. Na de verplaatsing werd de inrichting aangepast door leerlingen van de bedrijfsschool van IHC Caland en bevat de brug sindsdien een concertzaal voor 100 personen en twee kleinere zalen, terwijl de stuurhut als representatieve ruimte wordt gebruikt. Zaterdag 8 september 2001 werd door Mr. Pieter van Vollenhoven het nieuwe onderkomen van het Rotterdams Jongenskoor weer geopend. Het koor telde in die tijd circa 75 leden, verdeeld over het opleidingskoor (6-9 jaar), en het concertkoor (9-13/14 jaar, bassen en tenoren tot 20 jaar).
De verplaatsing heeft volgens de eigenaar, Stichting "de Scheepsbrug", te veel gekost. Na de verhuizing zijn de schulden hoog opgelopen en de stichting ging in 2007 failliet.
De Scheepsbrug is daarna omgebouwd tot een bar en feestruimte. Het ruim op de begane grond heeft een oppervlakte van 100 m2 met een boegklep die kan dienen als terras, in totaal een oppervlakte van 160 m2.
Thans is de scheepsbrug in gebruik en eigendom van de Rotterdamsche Beheer B.V. Ook zijn er andere aan vastgoed-ontwikkeling en -beheer gerelateerde bedrijven gevestigd.